# ヒルプリンス
ヒルプリンス (Hill Prince) はアメリカ合衆国で生産された競走馬および種牡馬である。半弟に種牡馬のファーストランディング、姪に1962年にアメリカ合衆国最優秀3歳牝馬となったシケイダがいる。1947年にクリストファー・チェネリーが経営するメドウスタッドで誕生し、そのままクリストファー・チェネリーの所有馬として競走馬となった。ヒルプリンスステークスの競走名の由来となっている馬でもある。

## 経歴

### 競走馬時代
2歳時の1949年7月9日に競走馬デビュー戦を迎え、デビュー戦で初勝利を挙げた。次走も勝利したが、デビュー3戦目で2着となったものの、以降は4連勝して2歳を終えた。
3歳時の1950年は、この年初戦のレースを制して前年からの連勝を5まで伸ばしたが、次走で9着となり連勝がストップすることになった。しかし続くウッドメモリアルステークスではミドルグラウンドを相手にレースを制し、そして迎えたケンタッキーダービーでは、前走で先着したミドルグラウンドに敗れて2着だった。続くウィザーズステークスとプリークネスステークスでは2走ともにミドルグラウンドを2着に封じ込めて連勝した。次のサバーバンハンデキャップで3着となって迎えたベルモントステークスでは、ミドルグラウンドに敗れて7着という結果に終わった。次のドワイヤーステークスは2着だったものの、その後アメリカンダービー、ジェロームハンデキャップ、ジョッキークラブゴールドカップを制し3連勝を達成するなどした。
4歳となった1951年は、6戦して2勝、ニューヨークハンデキャップを制しているが、前年の勢いはなかった。
5歳時の1952年は、サンマルコスハンデキャップを制したが、次のサンタアニタハンデキャップで5着となったのを最後に競走馬を引退した。

### 種牡馬時代
競走馬引退後の5歳より種牡馬入りし、23歳時の1970年に死亡した。
産駒は牝馬の活躍馬が多かったが、後継種牡馬を残すことに成功し、父系は3代続いたものの現在は途絶えている。しかし母系に入り血脈は受け継がれている。

## 年度別競走成績
- 1949年 7戦6勝
- 1950年 15戦8勝
  - 1着 ウッドメモリアルステークス、ウィザーズステークス、プリークネスステークス、アメリカンダービー、ジョッキークラブゴールドカップ
  - 2着 ケンタッキーダービー
- 1951年 6戦2勝
  - 1着 ニューヨークハンデキャップ
  - 2着 ジョッキークラブゴールドカップ
- 1952年 2戦1勝
  - 1着 サンマルコスハンデキャップ

## 表彰
- アメリカ合衆国最優秀2歳牡馬（1949年）
- アメリカ合衆国年度代表馬（1950年）
- アメリカ合衆国最優秀3歳牡馬（1950年）
- アメリカ競馬名誉の殿堂博物館（1991年）
- 20世紀のアメリカ名馬100選（1999年、75位）

## 主な産駒
- Levee / レヴィー（1953年生、CCAオークス）
- Bayou / バイユー（1954年生、デラウェアオークス、エイコーンステークス、ガゼルステークス）
- Royal Living / ロイヤルリビング（1955年生、種牡馬）
- Royal Union / ロイヤルユニオン（1955年生、種牡馬）
- Merry / メリーヒル（1956年生、フリゼットステークス）
- Middle Brother / ミドルブラザー（1956年生、種牡馬）
- Royal Reverie / ロイヤルレヴェリ（1957年生、種牡馬）
- Salt Lake / ソルトレイク（1957年生、プライオレスステークス）

## 血統表
| ヒルプリンスの血統（プリンスキロ系 / 4代内アウトブリード） | ヒルプリンスの血統（プリンスキロ系 / 4代内アウトブリード） | ヒルプリンスの血統（プリンスキロ系 / 4代内アウトブリード） | （血統表の出典）    | （血統表の出典） |
| 父 Princequillo 1940 鹿毛                                  | 父の父Prince Rose 1928 鹿毛                                | Rose Prince                                                | Prince Palatine     | Prince Palatine  |
| 父 Princequillo 1940 鹿毛                                  | 父の父Prince Rose 1928 鹿毛                                | Rose Prince                                                | Eglantine           |                  |
| 父 Princequillo 1940 鹿毛                                  | 父の父Prince Rose 1928 鹿毛                                | Indolence                                                  | Gay Crusader        | Gay Crusader     |
| 父 Princequillo 1940 鹿毛                                  | 父の父Prince Rose 1928 鹿毛                                | Indolence                                                  | Barrier             |                  |
| 父 Princequillo 1940 鹿毛                                  | 父の母Cosquilla 1933 鹿毛                                  | Papyrus                                                    | Tracery             | Tracery          |
| 父 Princequillo 1940 鹿毛                                  | 父の母Cosquilla 1933 鹿毛                                  | Papyrus                                                    | Miss Marty          |                  |
| 父 Princequillo 1940 鹿毛                                  | 父の母Cosquilla 1933 鹿毛                                  | Quick Thought                                              | White Eagle         | White Eagle      |
| 父 Princequillo 1940 鹿毛                                  | 父の母Cosquilla 1933 鹿毛                                  | Quick Thought                                              | Mindful             |                  |
| 母 Hildene 1938 鹿毛                                       | 母の父Bubbling Over 1923 栗毛                              | North Star                                                 | Sunstar             | Sunstar          |
| 母 Hildene 1938 鹿毛                                       | 母の父Bubbling Over 1923 栗毛                              | North Star                                                 | Angelic             |                  |
| 母 Hildene 1938 鹿毛                                       | 母の父Bubbling Over 1923 栗毛                              | Beaming Beauty                                             | Sweep               | Sweep            |
| 母 Hildene 1938 鹿毛                                       | 母の父Bubbling Over 1923 栗毛                              | Beaming Beauty                                             | Bellisario          |                  |
| 母 Hildene 1938 鹿毛                                       | 母の母Fancy Racket 1925                                    | Wrack                                                      | Robert Le Diable    | Robert Le Diable |
| 母 Hildene 1938 鹿毛                                       | 母の母Fancy Racket 1925                                    | Wrack                                                      | Samphire            |                  |
| 母 Hildene 1938 鹿毛                                       | 母の母Fancy Racket 1925                                    | Ultimate Fancy                                             | Ultimus             | Ultimus          |
| 母 Hildene 1938 鹿毛                                       | 母の母Fancy Racket 1925                                    | Ultimate Fancy                                             | Idle Fancy F-No.9-b |                  |